# Gramilach
Gramilach ist ein Ort in Unterkärnten, Österreich, der zur Gemeinde Glanegg, aber zur Post in Liebenfels gehört. Er hat 100 Einwohner (Stand 1. Jänner 2024) und ist im Jahr 993 erstmals urkundlich erwähnt worden. 